# Marie-Theres Deutsch
Marie-Theres Deutsch (* 1955 in Trier) ist eine deutsche Architektin in Frankfurt am Main.

## Leben
Marie-Theres Deutsch ist die älteste von vier Töchtern. Ihr Vater war Leiter der Baubehörde in Trier.
Zwischen 1976 und 1979 absolvierte sie an Fachhochschulen in Trier und Wiesbaden ein Architekturstudium. Anschließend trampte sie mit ihrem damaligen Lebensgefährten nach Indien.
Seit 1980 lebt sie in Frankfurt. Weiterführende Studien der Architektur führten sie über Wien, Berlin und New York zur Hochschule für Gestaltung Städelschule nach Frankfurt. Dort studierte sie neben der Konzeptionellen Architektur bei Günter Bock und Sir Peter Cook interdisziplinär bei Thomas Bayrle und Peter Kubelka. Daneben arbeitete sie in den Büros von Günter Bock und Luise King.
1984 bringt sie ihre Tochter zur Welt.
Nach dem Studium eröffnete sie 1985 ihr eigenes Büro in Frankfurt am Main. Die ersten Aufträge ermöglichten ihr, für die  internationalen Kunstszene zu arbeiten: 1987 entstand der Portikus – die  Ausstellungshalle für Kasper König – hinter dem Mahnmal der zerstörten Stadtbibliothek in Frankfurt (abgerissen 2004); 1988 ein Privatmuseum für den Bildhauer Ulrich Rückriem im Frankfurter Osthafen, Planungen für Rebekka Horn im Odenwald; eine Skulptur an der Oper Frankfurt für William Forsythe. Daneben entstanden Wohnhäuser, Kindergärten und Schulen. Außerdem beteiligte sie sich an Planungen in Äthiopien, u. a. mit der African Union. Zusammen mit Udo Corts entwickelte sie die Belebung des innerstädtischen Mainufers, die zur heutigen gastronomischen Belebung der Promenaden geführt hat.
Neben ihrer praktischen Tätigkeit lehrte sie als Gastprofessorin an der FH Detmold und den Universitäten Detmold, Kassel und Siegen.

## Werke (Auszug)
- 1985   Kino Harmonie, Frankfurt am Main
- 1987–2004  Portikus (1987–2004) mit K. Dreissigacker, Frankfurt am Main
- 1988   Privatmuseum für Ulrick Rückriem, Frankfurt am Main
- 1989   Skulptur an der Oper, temporär, Frankfurt am Main
- 1998–2013   Revitalisierung Mainufer, Entwicklung von Gastronomie entlang des Mainufers
- 1998   Kindergarten, Frankfurt - Nieder-Erlenbach
- 2006   Erweiterung Elisabethenschule, Cafeteria, Frankfurt am Main
- 2012   Mehrfamilien-Wohnhaus Paradiesgasse, Frankfurt am Main
- 2012   Verlag der Autoren, Frankfurt am Main

## Auszeichnungen
- 1997:  Städtebaupreis der BHF Bank
- 1999:  Auszeichnung Vorbildliches Bauen in Hessen
- 2003:  Badenia Bausparkasse
- 2013:  Elsässer–Plakette, Bund Deutscher Architekten Frankfurt am Main
- 2013:  Shortlist Große Nike, Bund Deutscher Architekten, Berlin